# مقلاة هوائية
مقلاة هوائية أو قلاية هوائية هي عبارة عن فرن حراري صغير، يوضع على سطح العمل، مصمم لمحاكاة القلي العميق دون غمر الطعام في الزيت. مساحتها المدمجة تسهل عملية الطهي بشكل أسرع. الجزء العلوي من الوحدة مزود بآلية تسخين ومروحة. يندفع الهواء الساخن لأسفل وحول الطعام الموضوع في سلة على شكل مقلاة. هذا الدوران السريع يجعل الطعام هشًا، مثل القلي العميق.

## أول مقلاة هوائية
في الربع الثالث من عام 2010، قدمت شركة فيليبس للإلكترونيات للعالم جهازًا لا مثيل له، وهو الأول من نوعه. مع شعار فيليبس الحالي "الابتكار وأنت"، فقد أخذوا بالتأكيد في الاعتبار احتياجات عملاء فيليبس وابتكروا معها.
شركة فيليبس الكترونيكس تدعي أن الأطباق المطبوخة باستخدام القلاية الهوائية تحتوي على دهون أقل بنسبة تصل إلى 80٪. يعد هذا انخفاضًا هائلاً في الدهون التي تتناولها في كل مرة تتناول فيها الأطعمة الزيتية مثل البطاطس المقلية ورقائق البطاطس وغير ذلك الكثير.
تدعي الشركة أيضًا أن الجهاز لا يقتصر على أطباق الطهي والمقبلات فحسب، بل يقتصر أيضًا على الحلويات مثل الكعك والبسكويت والمزيد.

## عمل المقلاة الهوائية
مبدئيا، لا تقلي المقلاة الهوائية في الواقع. بدلاً من ذلك، يدخل الطعام في سلة مثقبة وتقوم الماكينة بطهي الطعام عن طريق نفخ الهواء الساخن حوله. تنتج قوة الهواء تأثير الحمل الحراري الذي يطبخ ويحمر السطح الخارجي للطعام في السلة. طالما أن درجة حرارة الهواء تصل إلى أكثر من 320 درجة فهرنهايت ، فإن الأطعمة المخبوزة مثل الدجاج المجمد أو العناصر النشوية غير المقشورة مثل البطاطس المقلية أو البطاطس المقلية ، ستتحول في الواقع إلى اللون البني.

## فوائد المقلاة الهوائية
- من مميزات القلاية انها لا تعتمد على الزيوت المهدرجة ولا يتم استخدام الزيوت الضارة بالصحة، حيث ان قلي الطعام يكون بملعقة زيت واحدة.
- كما أنها قلاية توفر الزيت، لأن ملعقة واحدة تكفي لقلي كميات كبيرة من البطاطس والدجاج واللحم وكل الأطعمة، وتضع معلقة واحدة مع الطعام وعلى حسب حجم المقلاة.
- يوجد الكثير من التصميمات ويوجد برندات كثيرة يمكنك الاختيار من بينها، كما أن القلاية متوفرة بألوان كثيرة تتناسب مع كل الأذواق.
- توفر لك القلاية الوقت والجهد حيث انها تعمل بتقنية جرس التنبيه، القلاية تصدر صوت مثل الصفير عند الانتهاء من قلي الأطعمة، حيث أن الوقت يحدد بالضبط اليدوي.
- تتميز هذه القرية بأنها عملية جداً وتتميز بسهولة تنظيفها على عكس القلايات العادية الت تتسخ بالزيت والدهون في كل مرة للقلي.
- بعض الماركات في قلاية الزيت توفر كتيبات لشرح طريقة الاستخدام مع كل قلاية، كما أن الكتيب يوجد به بعض الوصفات التي يمكن ان تقوم بتجربتها، لكي تستخدم القلاية في اكلات لم تكن تعرفها من قبل.[5]
- تخفيض معدلات السمنة وتخفيض السعرات الحرارية بسبب خلو الطعام من الدهون بسبب عدم إستخدام الزيوت او وجود كمية زيت قليلة جدا.
- [2]رفع مستوى الأمان في مطبخك وتقليل المخاطر التي قد تنجم عن الزيت الساخن.
- تفادي المشاكل الصحية والأمراض التي قد تنشا بسبب تفاعل بعض المركبات الخطيرة عند إحتراق الزيت أو بسبب نوعية زيوت رديئة.
- تقليل فترة الطهو فالقلايات الهوائية تستخدم تنقية تدوير الهواء الساخن على كافة جوانب الطعام وضمن مساحة صغيرة تساهم في إنضاج الطعام بسرعة.

## أضرار المقلاة الهوائية
- أولًا القلاية بدون زيت كبيرة الحجم دون جدوى، حيث أنك قد تعاني في صغر حجم الجزء المخصص للطعام على الرغم من انها بها مسخن كبير والجهام نفسه كبير.
- القلاية الهوائية قد تخدمك لعمل البطاطا المقلية، اما عن باقي الأطعمة فتكون طعمها غير لذيذ، لأن الدجاج واللحم تتغير نكهتها بعد القلي على القلاية عن الطرق التقليدية المستخدمة للقلي بواسطة الزيت.
- القلايات من بعض الماركات لا تقدم تقنية النافذة الشفافة، فلا يمكنك أن تقوم بمراقبة الأطعمة، ولا يمكن ان تعرف إذا كان الطعام في حالة جيدة ام مازال في حالة غير جيدة ويحتاج للمزيد من القلي.
- كما أن القلايات الهوائية أسعارها مرتفعة، لذا على الرغم من مميزاتها إلا أنه لا يمكن لكل الناس ان يقوموا بشرائها.
- كما أن بعض القلايات تستهلك الكثير من الكهرباء والكثير من الوقت للحصول على التسوية، جيدة للطعام.
- ومن أضرار القلايات الهوائية أن المقلي التقليدي يقدم أطعمة مقلية الذ وأشهى، ولكن القلاية تقدم اطعمة منخفضة الدهون والزيوت بنسبة كبيرة.
- كما إن قلاية الزيت الحديثة تعمل مثل الميكروويف، حيث تقوم القلاية بطهي الطعام وتعتمد في ذلك على الماء الموجود في داخل القلاية.
- الأطعمة المطهية في القلايات قد تحتوي على شحنات كهربائية، لذا قد تسبب القلاية بدون زيت.[5]